# Aichacher Zeitung
Die Aichacher Zeitung ist eine in Aichach und Umgebung erscheinende Tageszeitung und wurde bis Ende des Jahres 2023 in der Druckerei Mayer & Söhne hergestellt.
Seit Anfang 2024 ist die Aichacher Zeitung als „Aichacher Zeitung GmbH“ Teil des Donaukurier und somit ein Teil der Mediengruppe Bayern. Nachdem die Druckerei Mayer & Söhne zum Jahresende 2023 geschlossen wurde, wird die Aichacher Zeitung zwischenzeitlich an einem anderen Standort innerhalb der Mediengruppe gedruckt. Aufgrund der schwierigen Marktbedingungen in der Druck-Branche sei das Geschäftsfeld der Druckerei nicht mehr ohne Verluste fortzuführen gewesen, so der Verleger Thomas Sixta.
Sie enthält die Amtlichen Mitteilungen des Amtsgerichtsbezirks Aichach. Die verkaufte Auflage beträgt 5840 Exemplare, ein Minus von 33,7 Prozent seit 1998.
Im Jahr 2015 beging der Verlag sein 150-jähriges Bestehen.

## Geschichte

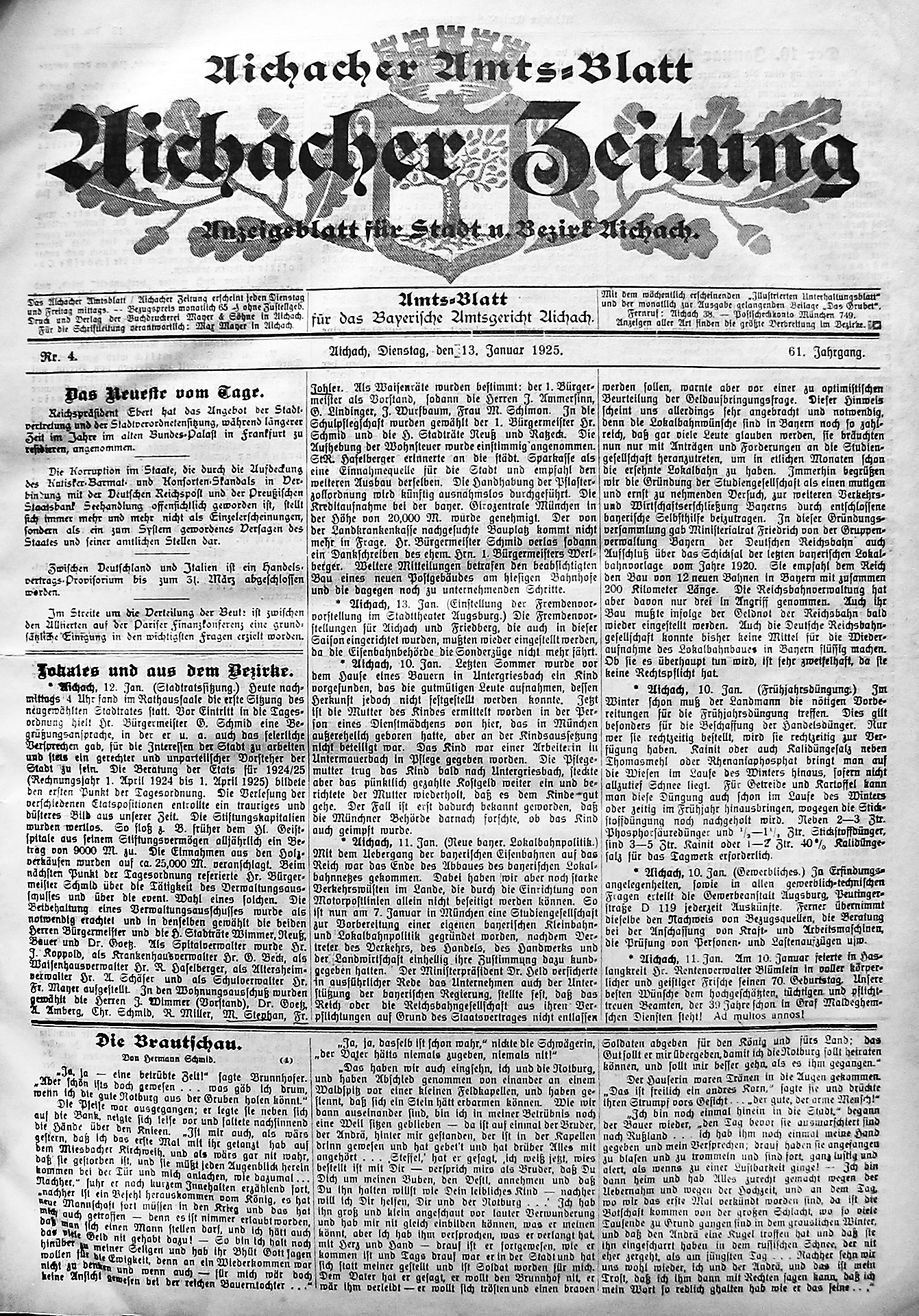
Aichacher Zeitung 1925

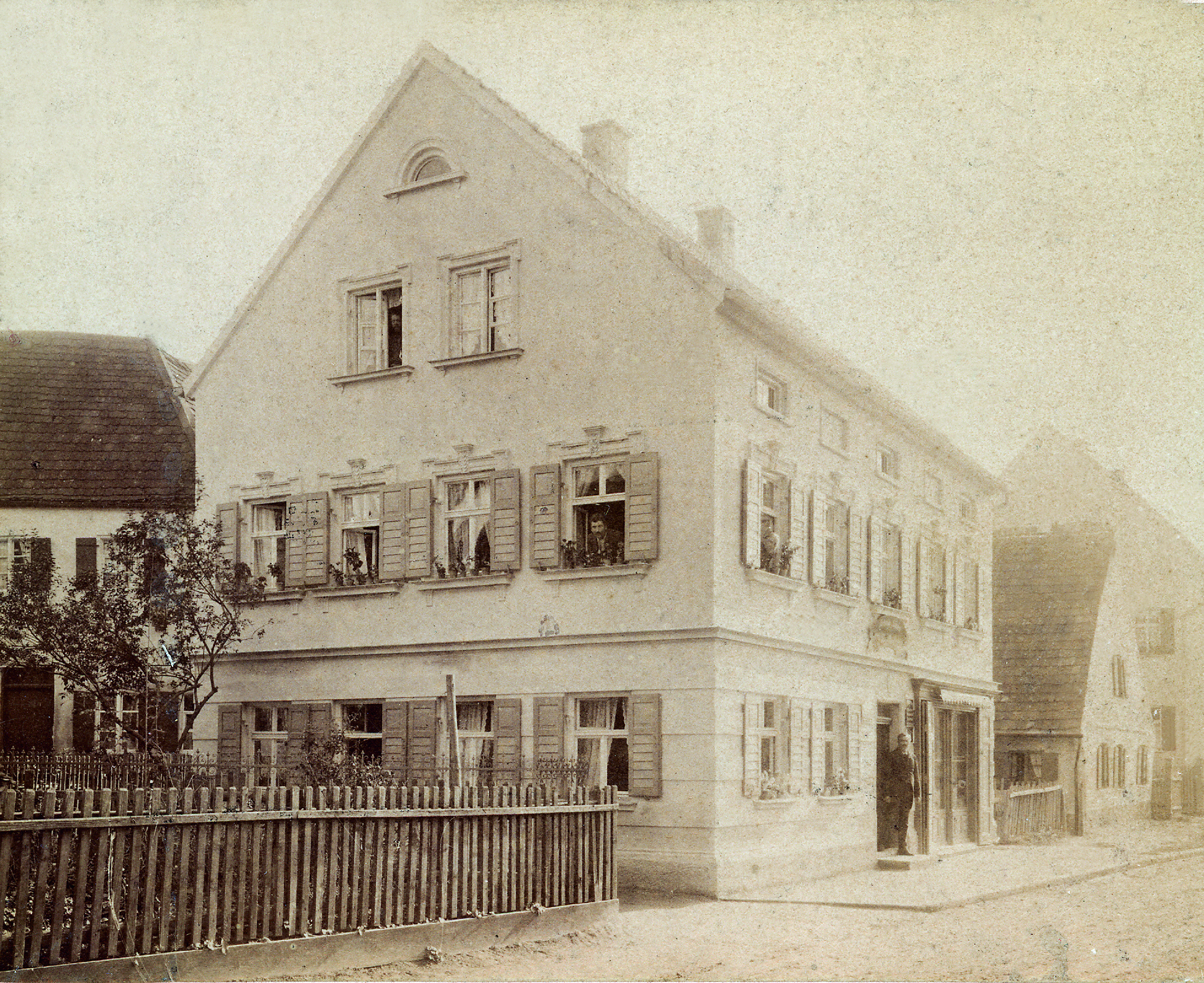
Druckerei und Buchhandlung Ignaz Mayer 1866 Aichach

Die Aichacher Zeitung ist aus dem Amtsblatt für das Königliche Bezirksamt Aichach, das am 1. Januar 1865 erstmals erschien, hervorgegangen. Ihr Gründer war Ignaz Mayer, ein Druckereibesitzer, Buch- und Schreibwarenhändler in Aichach. Ab 1925 erschien die Zeitung als Aichacher Zeitung, ohne jedoch den Titel Amtsblatt für das Königliche Bezirksamt Aichach abzulegen. Nach dem Zweiten Weltkrieg durfte das Blatt ab dem 1. August 1949 wieder offiziell herausgegeben werden und führte den Untertitel Altbayerische Heimatzeitung, Altomünsterer und Pöttmeser Landbote. Die Zeitung erschien zunächst im Verbund mit der Schwäbischen Landeszeitung, Augsburg, seit 1951 wird der überregionale Teil vom Ingolstädter Donaukurier geliefert. Erschien die Zeitung als Amtsblatt noch ein bis zweimal die Woche, so kommt sie seit 1960 täglich von Montag bis Samstag auf den Markt.

## Auflage
Die Aichacher Zeitung hat in den vergangenen Jahren leicht an Auflage eingebüßt. Die verkaufte Auflage ist in den vergangenen 10 Jahren um durchschnittlich 3,1 % pro Jahr gesunken. Im vergangenen Jahr hat sie um 16,2 % abgenommen. Sie beträgt gegenwärtig 5840 Exemplare. Der Anteil der Abonnements an der verkauften Auflage liegt bei 96,3 Prozent.
| 1998 | 1999 | 2000 | 2001 | 2002 | 2003 | 2004 | 2005 | 2006 | 2007 | 2008 | 2009 | 2010 | 2011 | 2012 | 2013 | 2014 | 2015 | 2016 | 2017 | 2018 | 2019 | 2020 | 2021 | 2022 | 2023 | 2024 |
| ---- | ---- | ---- | ---- | ---- | ---- | ---- | ---- | ---- | ---- | ---- | ---- | ---- | ---- | ---- | ---- | ---- | ---- | ---- | ---- | ---- | ---- | ---- | ---- | ---- | ---- | ---- |
| 8804 | 8997 | 9065 | 9150 | 9126 | 9051 | 9005 | 8880 | 8781 | 8758 | 8682 | 8585 | 8548 | 8533 | 8369 | 8346 | 8346 | 8283 | 8155 | 8050 | 7952 | 7787 | 7747 | 7593 | 7380 | 7235 | 6065 |

## Verbreitung
Neben der Redaktion in Aichach besitzt die Zeitung eine Lokalredaktion im benachbarten Augsburg.
In ihrem Verbreitungsgebiet Nördlicher Landkreis Aichach-Friedberg sowie den Gemeinden Gachenbach, Altomünster und Hilgertshausen-Tandern gilt sie als Leitmedium. Sie steht in Konkurrenz zu den Aichacher Nachrichten, einer Lokalausgabe der Augsburger Allgemeinen.
Die Aichacher Zeitung erscheint im Berliner Format. Ihre überregionalen Seiten, den sogenannten Mantel, bezog sie vom Donaukurier in Ingolstadt.
Sowohl bei der Aichacher Zeitung als auch den Aichacher Nachrichten handelt es sich um Kopfblätter.

## Online-Auftritt
Seit 2009 betreibt die Aichacher Zeitung einen redaktionell betreuten Internetauftritt. Dieser löste ein seit 2005 automatisiert betriebenes Internetangebot ab. Der Online-Auftritt wird von Redakteuren und Volontären des Verlags betrieben.